# Chilotomina
Chilotomina is een geslacht van kevers uit de familie bladkevers (Chrysomelidae).
De wetenschappelijke naam van het geslacht werd in 1912 gepubliceerd door Edmund Reitter.

## Soorten
- Chilotomina bergeali Warchalowski, 2000
- Chilotomina erberi Warchalowski, 2000
- Chilotomina korbi Weise, 1895
- Chilotomina moroderi Escalera, 1928
- Chilotomina nigritarsis Lacordaire, 1848
- Chilotomina oberthuri Lefèvre, 1876
- Chilotomina regalini Warchalowski, 2000